# International Maritime Bureau
Het International Maritime Bureau (IMB) is een afdeling van de Internationale Kamer van Koophandel (International Chamber of Commerce, ICC) gezeteld in Londen.
Het is een organisatie zonder winstoogmerk, opgericht in 1981 om een centraal punt te hebben in het gevecht tegen allerlei soorten maritieme misdaden en kwalijke praktijken.
Het bureau wordt bekrachtigd door de Internationale Maritieme Organisatie (IMO). De huidige directeur is kapitein Pottengal Mukundan.

## Hoofdtaak
De voornaamste taak van het IMB is het beschermen van de integriteit van de internationale handel door het opsporen van fraude en andere overtredingen.
Het IMO heeft in zijn resolutie A 504 (XII) (5) en (9) onder meer aangedrongen regeringen, alle belangen en organisaties om samen te werken en informatie uitwisselen met elkaar en de IMB met het oog op behoud en ontwikkeling van een gecoördineerde actie in de bestrijding van maritieme fraude.
In meer dan 25 jaar heeft het allerlei kennis opgedaan om dit werk beter te kunnen doen zoals: door het verzamelen van allerlei contacten overal ter wereld is de informatie uitwisseling gemakkelijker dan vroeger, door de technologie zijn er ook nieuwe methoden om fraude en dergelijke op te sporen.
De informatie die verzameld wordt via de bronnen en gedurende de onderzoeken wordt via meerdere kanalen aan de collega's waar ook ter wereld verspreid.
Door de jaren heeft deze methode van werken al meerdere fraudepogingen verhinderd en de maritieme handels het verlies van miljoenen euro's bespaard.
Buiten het voorkomen van dergelijke praktijken heeft het IMB ook een plicht om het maritieme milieu en ook een wijder publiek te onderrichten.
Daarom biedt deze organisatie een reeks trainingen en opleidingen aan die zowel op een schip als in de haven reeds hun voordeel bewezen hebben.
Deze trainingen zijn in lijn met de internationale verdragen en regelgeving, en worden erkend door de internationale instanties, zoals de Internationale Maritieme Organisatie (IMO) en de Internationale Arbeidsorganisatie (IAO).

## Piraterij
Een van de specifieke onderwerpen die tot de expertise van het IMB horen is het tegengaan van piraterij. Het IMB was zich bewust van dit probleem en wilde een gratis dienstverlening aan de zeevarende aanbieden.
Vanwege de verontrustende toename van het fenomeen werd in 1992 het "IMB Piracy Reporting Centre" opgericht.
Het "Piracy reporting Centre" is gevestigd in Kuala Lumpur, Maleisië. Het houdt een 24-uurs wacht die de "shipping lanes" in de wereld in het oog houdt. Zo worden piratenaanvallen gerapporteerd en schepen gewaarschuwd voor de gevarenzones.
De gevarenzones kunnen worden teruggevonden op de site met extra informatie in verband met de voorzorgsmaatregelen die genomen kunnen worden.
Wekelijks wordt er op het internet nieuwe informatie gepubliceerd over aanvallen door piraten, zodat schepen in beeld krijgen waar en waarvoor ze extra waakzaam moeten zijn.
Het Reporting Centre wordt gefinancierd door vrijwillige bijdragen van maritieme organisaties en rederijen maar ook particulieren kunnen een schenking doen.